# Fernando Lesme
Fernando José Lesme Lesme (ur. 8 maja 2002 w Luque) – paragwajski piłkarz występujący na pozycji napastnika, od 2024 roku zawodnik hiszpańskiego Lugo.